# Aniek Nouwen
Aniek Nouwen (* 9. März 1999 in Helmond) ist eine niederländische Fußballspielerin, die zumeist in der Abwehr eingesetzt wird. Sie spielte 2019 erstmals für die Frauen-Nationalmannschaft. Seit 2021 steht sie beim Chelsea FC Women unter Vertrag. 2023 spielte sie auf Leihbasis für AC Mailand. Die längste Zeit ihrer Karriere war sie für PSV Eindhoven aktiv.

## Karriere

### Vereine
Nouwen spielt seit 2016 für PSV Eindhoven in der Eredivisie und kam gleich in ihrer ersten Saison zu 25 Einsätzen, in denen ihr drei Tore gelangen. Die Saison endete für PSV auf dem dritten Platz. In der Saison 2017/18 wurden sie Fünfte, 2018/19 Dritte und 2019/20 standen sie nach 12 Spielen auf dem ersten Platz, dann wurde sie Saison wegen der COVID-19-Pandemie abgebrochen. PSV war allerdings damit erstmals für die UEFA Women’s Champions League qualifiziert, verlor aber im Sechzehntelfinale zweimal mit 1:4 gegen die Frauen des FC Barcelona. Nouwen wurde in beiden Spielen über die volle Spielzeit eingesetzt. Im Juli 2021 wechselte sie ablösefrei nach England zum Chelsea FC Women. Für Chelsea wurde sie in der UEFA Women’s Champions League 2021/22 erst im letzten Spiel der Gruppenphase, das mit 0:4 gegen den VfL Wolfsburg verloren wurde und damit das Aus für Chelsea nach der Gruppenphase bedeutete, in der 51. Minute beim Stand von 0:2 eingewechselt.
Im Januar 2023 wurde sie für den Rest der Saison an AC Mailand ausgeliehen. Im Dezember 2023 zog sie sich beim U-23-Länderspiel gegen Schottland einen Kreuzbandriss zu, durch den sie bis März 2025 ausfiel. Im Januar 2025 verlängerte sie ihren Vertrag mit Chelsea, wurde sie für den Rest der Saison an Crystal Palace ausgeliehen, wo sie zu vier Einsätzen kam.

### Nationalmannschaften
Im Oktober 2014 nahm sie mit der U17-Mannschaft an der ersten Qualifikationsrunde für die Europameisterschaft 2015 teil und erzielte im ersten Spiel gegen Israel ihr erstes Länderspieltor zur 1:0-Führung (Endstand 3:0). Nach einem 2:1-Sieg über die Slowakei, brachte sie ihre Mannschaft auch gegen die gastgebenden Sloweninnen in Führung, das Spiel endete jedoch remis (2:2). Dennoch waren sie als Gruppensiegerinnen für die zweite Runde qualifiziert. Hier trafen sie im April 2015 in Irland zunächst auf Ungarn und gewannen mit 5:1. Durch ein torloses Remis gegen die Gastgeberinnen und eine 0:2-Niederlage gegen England verpassten sie aber die Endrunde. Im Oktober nahmen sie bei einem Turnier in Bulgarien einen neuen Anlauf. Im ersten Spiel gegen die Gastgeberinnen führte sie ihre Mannschaft als Spielführerin zu einem 6:0-Sieg. Nach einem 8:0-Sieg gegen Moldawien, bei dem sie nicht eingesetzt wurde, gelang ihr gegen Norwegen das Tor zum 1:1-Ausgleich. Damit waren sie Gruppenzweite hinter den punktgleichen Norwegerinnen, die gegen die beiden anderen Gegnerinnen mehr Tore geschossen hatten, aber für die zweite Runde qualifiziert. Im März 2016 gewannen sie zwar gegen Finnland und Griechenland jeweils mit 2:0, durch eine 0:2-Niederlage gegen die gastgebenden Italienerinnen verpassten sie aber wieder die Endrunde.
Gegen Italien hatte sie dann auch im September 2016 in einem Freundschaftsspiel ihren ersten Einsatz in der U19-Mannschaft. Ihr erstes Pflichtspiel für die U-19 bestritt sie im April 2017 in der zweiten Runde der Qualifikation für die Europameisterschaft 2017 im Turnier in ihrer Heimat. Im letzten Gruppenspiel gegen Titelverteidiger Frankreich half sie mit ein torloses Remis zu sichern, durch das sie dank der mehr geschossenen Tore in den anderen Gruppenspielen Gruppensiegerinnen wurden und für die Endrunde qualifiziert waren. Bei dieser trafen sie im August 2017 in Nordirland im ersten Spiel wieder auf die Französinnen, gewannen aber diesmal mit 2:0. Durch einen 2:0-Sieg gegen England, bei dem sie das erste Tor erzielte, waren sie schon für das Halbfinale und erstmals die U20-Weltmeisterschaft qualifiziert. Im dritten Gruppenspiel reichte ihnen gegen Italien ein 3:3 zum Gruppensieg, wobei ihr ein Eigentor zum 0:1 unterlaufen war. Im Halbfinale verloren sie dann mit 2:3 gegen den späteren Europameister Spanien. An der ersten Runde der Qualifikation für die U19-Europameisterschaft nahm sie nicht teil, bei der zweiten Runde im April 2018 wurde sie dann aber wieder eingesetzt und qualifizierte sich mit der Mannschaft für die Endrunde. Diese verlief ohne sie im Juli 2018 in der Schweiz unglücklich. Zwar konnten sie diesmal gegen Italien mit 3:1 und auch gegen Deutschland mit 1:0 gewinnen, durch eine 1:3-Niederlage gegen Dänemark waren sie dann punktgleich mit den Däninnen und Deutschen, hatten aber die etwas schlechtere Tordifferenz und verpassten damit das Halbfinale.
Sie nahm dagegen mit der U20-Nationalmannschaft im August 2018 an der Weltmeisterschaft 2018 teil. Nach Siegen gegen Neuseeland und Ghana, wozu sie ein Tor beisteuerte, verloren sie zwar gegen Frankreich deutlich mit 0:4, hatten aber als Gruppenzweite das Viertelfinale erreicht, wo sie mit 1:2 gegen England verloren.
Im März 2019 wurde sie dann erstmals in der A-Nationalmannschaft eingesetzt. Im Turnier um den Algarve-Cup 2019 gehörte sie im zweiten Gruppenspiel beim 0:1 gegen Polen der Startelf an, wurde aber nach 63 Minuten ausgewechselt. Da ihre Mitspielerinnen auch das erste Spiel mit 0:2 gegen Spanien mit 0.2 verloren hatten, ging es für die Niederländerinnen in den Platzierungsspielen nur noch um Platz 11. Beim 1:1 gegen China wurde sie in der 66. Minute eingewechselt. Durch einen 4:2-Sieg im Elfmeterschießen, zu dem sie nicht ausgewählt wurde, konnten sie vermeiden Letzte zu werden. Für die WM in Frankreich wurde sie nur für die Stand-by-Liste nominiert. Zum Erreichen des Finales konnte sie dann aber letztlich nichts beitragen. In der anschließenden Qualifikation für die EM 2022 hatte sie dann sechs Einsätze, wobei sie fünfmal 90 Minuten lang mitspielte, gegen Estland ihr erstes Tor für die A-Nationalmannschaft erzielte und beim 4:2 gegen Slowenien in der ersten Minute der Nachspielzeit eingewechselt wurde.
Sie wurde auch für das wegen der COVID-19-Pandemie um ein Jahr verschobenes Olympisches Fußballturnier 2020 nominiert. Dort wurde sie in den drei Gruppenspielen und im Viertelfinale gegen Weltmeister USA eingesetzt, das mit 2:4 im Elfmeterschießen verloren wurde. Im Elfmeterschießen verschoss sie als letzte niederländische Schützin.
In den ersten sieben Spielen der Qualifikation für die WM 2023 wurde sie sechsmal eingesetzt und erzielte ein Tor.
Am 31. Mai wurde sie für die EM-Endrunde 2022 nominiert. Bei der EM kam sie in zwei Gruppenspielen und im Viertelfinale zum Einsatz, das in der Verlängerung gegen Frankreich verloren wurde.
Am 30. Juni 2023 wurde sie für die WM-Endrunde nominiert.
Am 1. Dezember 2023 zog sie sich bei einem Spiel der U23-Nationalmannschaft gegen Schottland einen Kreuzbandriss zu.

## Erfolge
- Niederländische Pokalsiegerin 2020/21
- Englische Pokalsiegerin 2020/21 (ohne Einsatz) und 2021/22
- Englische Meisterin 2021/22